# Siebel Fh 104 Hallore
O Siebel Fh 104 Hallore foi um pequeno avião bimotor alemão de transporte, comunicações e ligação construído pela Siebel .

## Design e desenvolvimento
Em 1934, a Klemm Leichtflugzeugbau montou uma nova fábrica em Halle, para a produção de aeronaves totalmente metálicas (em oposição às aeronaves leves de madeira e tecido Klemms) e transferiu o desenvolvimento de um novo transporte bimotor, o Klemm Kl 104 para a fábrica de Halle, sendo resignado Fh 104. A Klemm transferiu o controle da fábrica para Fritz Siebel em 1937, ano em que o protótipo Fh 104 voou pela primeira vez.
O mesmo tinha uma fuselagem de metal, asas cobertas de compensado e um trem de pouso hidráulico que se retraía na parte inferior do motor. Tornou-se conhecido como o 'Hallore'.

### atuação
O Fh 104s ganhou competições de voo de longa distância em 1938 e um exemplar voou 40.000 km ao redor da África em 1939. Durante a Segunda Guerra Mundial, a aeronave foi usada como aeronave de transporte por alguns oficiais e oficiais superiores da Wehrmacht, incluindo Adolf Galland, Albert Kesselring e Ernst Udet. Pelo menos 15 aeronaves apareceram no registro civil alemão pré-guerra. Também foi usado para treinamento.

## Operadores

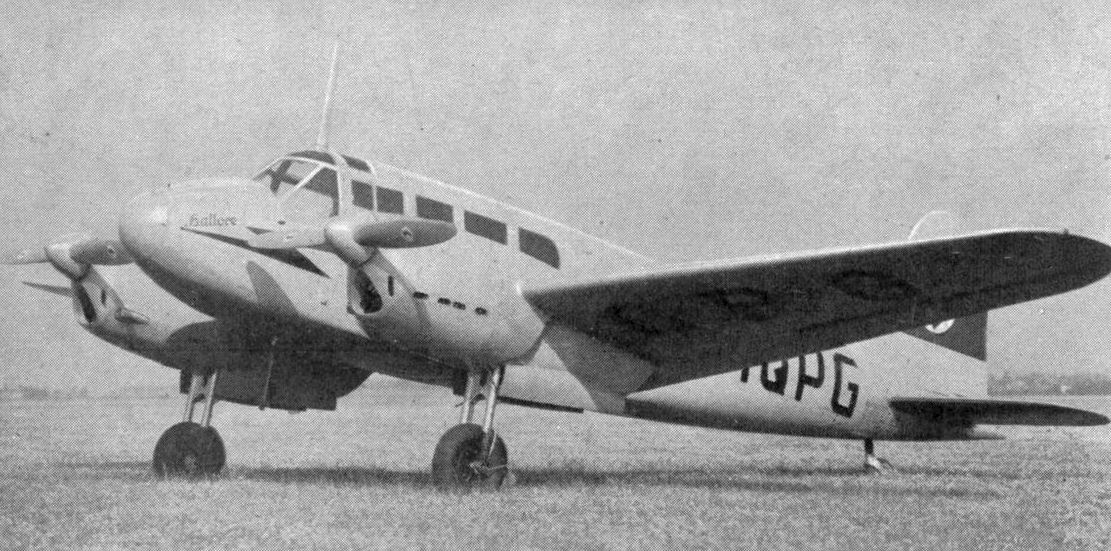
Foto Siebel Fh.104 de julho de 1937

- Força Aérea da Checoslováquia (pós-guerra)
- Luftwaffe
- Força Aérea Eslovaca (1939-1945)

## Especificações
- Tripulação: 1 ou 2
- Capacidade: até 5 passageiros
- Comprimento: 9.5m (31 ft 2in)
- Envergadura: 12.06m (39 ft 7in)
- Altura: 2.58m (8 ft 6in)
- Área da Asa: 22.3m2
- Peso Vazio: 1,440 kg (3,175 lb)
- Peso cheio: 2,250 kg (4,960 lb)
- Capacidade de Combustível: 320 l
- Motores: 2 × Hirth HM 508D V-8 (280 hp; 210 kW)

Performance
- Velocidade máxima: 350 km/h (220 mph, 190kn)
- Velocidade de cruzeiro: 300 km/h (190 mph, 160kn)
- Taxa de subida: 9.8 m/s (1,930 ft/min)